# Шугилбай
Шугилба́й (каз. Шұғылбай) — село у складі Кокпектинського району Абайської області Казахстану. Адміністративний центр Шугилбайського сільського округу.
Населення — 398 осіб (2021; 592 у 2009, 891 у 1999, 1246 у 1989).
Національний склад станом на 1989 рік:
- казахи — 100 %

Станом на 1989 рік село називалось Чугульбай, у радянські часи називалось також Шугульбай.